# Cmentarz wojenny w Nowogrodzie
Cmentarz wojenny w Nowogrodzie – jeden z rejestrowanych zabytków miasta Nowogród, w powiecie łomżyńskim, w województwie podlaskim. Znajduje się przy ulicy Miastkowskiej.
Cmentarz posiada formę kopca ziemnego, otoczonego betonowym ogrodzeniem. Jego centralną częścią jest pomnik, zwieńczony krzyżem i figurą orła. Na pomniku jest umieszczona data „1920”, napis „MŁODYM BOHATEROM” a także tablica z nazwiskami 42 żołnierzy. Na cmentarzu jest pochowanych 76 żołnierzy Wojska Polskiego. 
Żołnierze polegli w czasie bitwy pod Nowogrodem, w dniu 1 sierpnia 1920 roku, zakończonej zwycięstwem Sowietów.